# Wilbrod Bherer
Wilbrod Bherer est un avocat québécois né à Saint-Fidèle (maintenant compris dans La Malbaie) le 11 août 1905 et mort le 9 janvier 1998 à 92 ans.
Wilbrod Bherer a œuvré dans plusieurs domaines dans la ville de Québec. 

## Biographie
En 1932, il a fondé la Chambre de commerce des jeunes de Québec. Il a été président de la Commission des écoles catholiques de Québec de 1958 à 1971. Il fut aussi président du Carnaval de Québec (édition 1956-1957), de l'Orchestre symphonique de Québec, du Centre hospitalier de l’Université Laval et de l'Université Laval. De 1958 à 1968, il fut président du chantier maritime George T. Davie de Lauzon. Sous sa gouverne, les chantiers maritimes de Lauzon ont quadruplé leur production. Il fut aussi président de Télé-Capitale (Télé-4/TVA) de 1978 à 1984. 
Il est considéré comme l'un des premiers Canadiens français à avoir fait sa marque chez les anglophones. 
En 1970, son nom a été donné à une nouvelle école située au parc Victoria et destinée à la formation professionnelle des jeunes en difficulté scolaire. Cet honneur, qu'il a d'abord refusé, visait à reconnaître le travail accompli depuis 10 ans comme président de la Commission des écoles catholiques de Québec. L'établissement s'appelle aujourd'hui le Centre de formation professionnelle Wilbrod-Bherer. 
À sa mort, le journal Le Soleil titrait: « La mémoire de Québec disparaît ».

## Honneurs
- 1981 - Médaille Gloire de l'Escolle
- Membre de l'Ordre du Canada